# Dyslocosaurus polyonychius
Dyslocosaurus polyonychius — вид ящеротазових динозаврів родини Dicraeosauridae, що існував у пізній юрі.

## Історія відкриття
Голотип є частиною колекції Музею природної історії Амгерстського коледжу. Зразок зібрав професор Фредерік Брюстер Луміс. Дата зібрання зразка невідома, а єдиною доступною інформацією щодо його походження є та, що вказана на етикетці: «Ланс-Крік» (округ у східному Вайомінгу). Сам Луміс вважав, що зразок походить від формації Ланс, що датується маастрихтом.
У 1963 році на зразок звернув увагу Джон Стентон Макінтош, який у 1992 році разом з Вільямом Кумбсом і Дейлом Расселом вирішив створити для нього новий рід і вид Dyslocosaurus polyonychius. Описувачі інтерпретували рештки, що складаються з деяких кісток кінцівок, як останки диплодоцидного динозавра. З цього вони дійшли висновку, що він насправді походить з пізнього юрського періоду, як і більшість диплодоцидів. Вид міг би потім бути унікальним у тому, що він мав чотири або, можливо, п'ять кігтів на нозі, тоді як інші диплодоциди мають лише три.
У 1998 році Пол Серено та Джеффрі А. Вілсон припустили, що зразок походить із формації Ланс, але є химерою, яка складається з кісток кінцівок титанозавра та фаланг тероподів.
У своєму таксономічному перегляді Diplodocidae Tschopp et al. у 2015 році зазначив, що педальна фаланга, включена в AC 663, очевидно, не від тієї самої особини, що й решта AC 663, враховуючи відмінності в збереженні та забарвленні окремих кісток, що викликає сумніви щодо того, чи мав дислокозавр мав більше трьох кігтів на ногах. Незважаючи на фрагментарність, Dyslocosaurus був визначений як член Dicraeosauridae, що потенційно робить його другим записом про дикреозаврів з Північної Америки (іншим є Suuwassea).